# Brachypauropodidae
Brachypauropodidae – rodzina skąponogów z rzędu Tetramerocerata i nadrodziny Brachypauropodoidea.

## Opis
Należące tu skąponogi mają pierwszy tergit niepodzielony, natomiast przynajmniej tergity od II do IV podzielone na 4 do 6 sklerytów. Szczecinki na ich tergitach są mniej lub bardziej zmodyfikowane.

## Występowanie
Znane są ze wszystkich kontynentów, z wyjątkiem Ameryki Południowej.

## Systematyka
Do rodziny tej należy 25 gatunków zgrupowanych w 6 rodzajów:
- Aletopauropus MacSwain et Lanham, 1948
- Borneopauropus Scheller, 2001
- Brachypauropus Latzel, 1884
- Brachypauropoides Remy, 1952
- Deltopauropus MacSwain et Lanham, 1948
- Zygopauropus MacSwain et Lanham, 1948